# دنیل گریسن برینتون

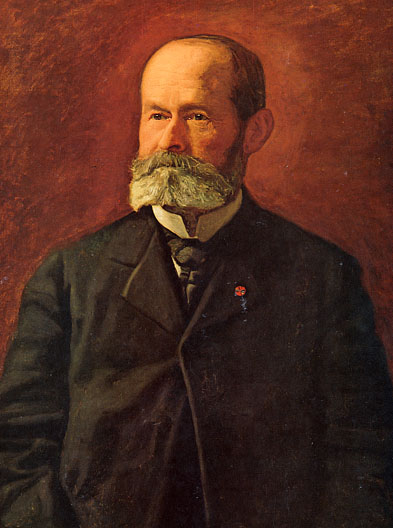
دنیل گریسون برینتون

دنیل گریسن بریتون(به انگلیسی: Daniel Garrison Brinton)(زادهٔ ۳ مهٔ ۱۸۳۷- مرگ ۳۱ ژوئیهٔ ۱۸۹۹) باستان‌شناس و نژادشناس آمریکایی بود.
وی در ۱۸۵۸ میلادی تحصیلاتش را در دانشگاه ییل به انجام‌رساند و سپس دو سالی هم در دانشگاه توماس جفرسون درس‌خواند. آنگاه برای آموختن بیشتر به پاریس و هایدلبرگ رفت. در جریان جنگ داخلی آمریکا به اتحاد شمال پیوست، ولی در گیرودار نبرد دچار گرمازدگی شد و این بیماری در آینده نیز او را سخت آزار داد، آنچنانکه وی توانایی سفر به سرزمین‌های گرمسیر را نداشت.این بیماری در آیندهٔ فعالیت‌های نژادشناسانهٔ وی اثر ناخوشایندی گذارد.
پس از جنگ بریتون وی در پنسیلوانیا به پزشکی پرداخت و چندی هم در فیلادلفیا به پیشهٔ ویرایشگری و گزارش خبرهای پزشکی و جراحی می‌پرداخت. در ۱۸۸۴ وی در آکادمی علوم طبیعی در فیلادلفیا استاد باستان‌شناسی و نژادشناسی گردید. همچنین برینتون دو سال پس از آن استاد زبان‌شناسی و باستان‌شناسی در دانشگاه پنسیلوانیا گردید و تا زمان مرگ هم این جایگاه را دارا بود.
وی عضو چندین انجمن علمی از جمله جمعیت سکه‌شناسی و عتیقهشناسی فیلادلفیا، جامعه فولکور آمریکا، مجمع فیلسوفان آمریکا و انجمن پیشبرد علوم آمریکا بود.
برینتون مدافع نژادگرایی علمی بود. او همچنین در واپسین سال‌های زندگیش یک آنارشیست هم بود و در ۱۸۹۷ با پطر کروپوتکین آنارشیست نامی دیدار داشت.